# 南非舒鰓鰻
南非舒鰓鰻為輻鰭魚綱鰻鱺目糯鰻亞目通鰓鰻科的其中一種，分布於南半球各大海域，為深海魚類，棲息深度183-2000公尺，體長可達180公分，生活在大陸棚。
其种加词“capensis”意为“南非开普省的/好望角的”。